# Europamästerskapet i curling för mixade lag
Europamästerskapet i curling för mixade lag var en landslagsturnering i curling som hade premiär 2005 och arrangerades av Europeiska curlingförbundet (ECF). Sista gången turneringen anordnades var 2014.

## Resultat
| 2005 | Canillo, Andorra                     | Finland Markku Uusipaavalniemi Kirsi Nykänen Teemu Salo Tiina Kautonen                                | 6–4 | Sverige Niklas Edin Stina Viktorsson Sebastian Kraupp Anna Viktorsson                                             | Tyskland Rainer Schöpp Andrea Schöpp Helmar Erlewein Monika Wagner                         | 7–3  | Skottland Derek Brown Cathryn Guthrie Greig Smith Rhona Brown                                              |
| 2006 | Claut, Italien                       | Skottland Tom Brewster, Jr. Jackie Lockhart David Hay Kim Brewster                                    | 8–4 | Italien Valter Bombassei Chiara Olivieri Davide Zandegiacomo Sara Zandegiacomo Marco Constantini Elettra de Col   | Ryssland Alexander Kirikov Daria Kozlova Dmitri Abanin Julia Svetova Andrei Drosdov        | 5–2  | Mall:Flagbig Per Noréen Camilla Johansson Flemming Patz Susanne Patz                                       |
| 2007 | Madrid, Spanien                      | Wales Adrian Meikle Lesley Carol Andrew Tanner Blair Hughes Chris Wells                               | 6–5 | Danmark Joel Ostrowski Camilla Jensen Søren Jensen Mona Sylvest Nielsen                                           | Tyskland Rainer Schöpp Andrea Schöpp Sebastian Jacoby Marie-Therese Rotter Helmar Erlewein | 5–3  | Österrike Andreas Unterberger Claudia Toth Florian Huber Karina Toth Constanze Hummelt                     |
| 2008 | Kitzbühel, Tyrolen, Österrike        | Tyskland Rainer Schöpp Andrea Schöpp Sebastian Jacoby Melanie Robillard Helmar Erlewein Monika Wagner | 5-3 | Tjeckien Jiří Snítil Hana Synáčková Martin Snítil Karolína Pilařová Kateřina Kobosilová                           | Sverige Niklas Edin Anna Hasselborg Eric Carlsén Sabrina Kraupp Sune Frederiksen           | 6–4  | Ryssland Alexander Kirikov Yana Nekrosova Petr Dron Galina Arsenkina Victor Kornev Anna Sidorova           |
| 2009 | Prag, Tjeckien                       | Skottland Tom Brewster Lynn Cameron Colin Campbell Michelle Silvera Kim Brewster                      | 5–1 | Danmark Joel Ostrowski Camilla Jensen Sören Jensen Mona Sylvest Nielsen                                           | England Alan MacDougall Lana Watson Andrew Reed Suzi Law                                   | 5–3  | Tjeckien Jakub Bareš Lenka Kitzbergerová Jindřich Kitzberger Michaela Nadherová Jiři Snítil Lenka Kucerová |
| 2010 | Howwood, Skottland, Storbritannien   | Skottland David Edwards Kerry Barr Dillan Perras Louise Wood                                          | 6–2 | Schweiz Claudio Pätz Gioia Öchsle Sven Michel Alina Pätz                                                          | Tyskland Rainer Schöpp Andrea Schöpp Floria Zahler Imogen Oona Lehmann Adolf Geiselhart    | 5–4  | England Alan MacDougall Lana Watson Andrew Reed Suzie Law John Sharp                                       |
| 2011 | Tårnby, Danmark                      | Schweiz Thomas Lips Manuela Siegrist Martin Rios Manuela Netzer-Kormann                               | 9–3 | Tyskland Alexander Baumann Ann Kathrin Bastian Manuel Walter Katja Weisser Sebastian Schweizer Josephine Obermann | Tjeckien Kryštof Chaloupek Eliška Jalovcová David Jirounek Luisa Illková Tomáš Paul        | 7–6  | Danmark Michael Qvist Mona Sylvest Nielsen Niels Siggaard Andersen Trine Qvist                             |
| 2012 | Erzurum, Turkiet                     | Skottland Ewan MacDonald Eve Muirhead Euan Byers Karen Barthelemy                                     | 8–4 | Sverige Rickard Hallström Elisabeth Norredahl Fredrik Hallström Catrin Bitén                                      | Finland Aku Kauste Sanna Puustinen Pauli Jäämies Oona Kauste                               | 10–3 | Österrike Karina Toth Sebastian Wunderer Constanze Hummelt Mathias Genner                                  |
| 2013 | Edinburgh, Skottland, Storbritannien | Tyskland Andy Kapp Petra Tschetsch Holger Höhne Pia-Lisa Schöll                                       | 5–4 | Skottland Ewan MacDonald Kay Adams Euan Byers Karen Barthelemy                                                    | Ungern György Nagy Ildikó Szekeres Zsolt Kiss Ágnes Szentannai                             | 6–3  | Finland Tomi Rantamäki Anne Malmi Pekka Peura Tiina Suuripää                                               |